# Алессандро Ді Пардо
Алессандро Ді Пардо (італ. Alessandro Di Pardo, нар. 18 липня 1999, Ріміні) — італійський футболіст, півзахисник «Ювентуса». На правах оренди грає за «Кальярі».

## Клубна кар'єра
Вихованець клубу «Ріміні» з однойменного рідного міста та СПАЛа, а 2017 року потрапив до академії «Ювентусв». У склвді юнацької команди туринців брав участь в Юнацькій лізі УЄФА 2017/18, провівши на турнірі 4 зустрічі і забивши 1 гол, втім туринці не подолали груповий етап. У сезоні 2018/19 дебютував у молодіжній команді «Ювентус U23», що виступала у Серії С. З цією командою став володарем Кубка Італії Серія С у 2020 році, зігравши тому числі у фіналі проти «Тернани» (2:1).
У сезоні 2020/21 вперше був викликаний в основну команду. 21 листопада 2020 вперше потрапив в заявку на поєдинок Серії А проти «Кальярі», однак залишився в запасі. Згодом таки дебютував за головну команду туринського клубу і за сезон провів чотири гри у найвищому італійському дивізіоні.
Згодом віддавався в оренду до друголігових «Віченци», «Козенци», а влітку 2022 року — «Кальярі».

## Виступи за збірні
Виступав за юнацькі збірні Італії різних вікових категорій.

## Статистика виступів

### Статистика клубних виступів
Станом на 14 серпня 2022
| Сезон                   | Команда                 | Чемпіонат               | Чемпіонат | Чемпіонат | Національний кубок | Національний кубок | Національний кубок | Континентальні кубки | Континентальні кубки | Континентальні кубки | Інші змагання | Інші змагання | Інші змагання | Усього | Усього | Усього |
| Сезон                   | Команда                 | Ліга                    | Ігор      | Голів     | Ліга               | Ігор               | Голів              | Ліга                 | Ігор                 | Голів                | Ліга          | Ігор          | Голів         | Ігор   | Голів  |        |
| ----------------------- | ----------------------- | ----------------------- | --------- | --------- | ------------------ | ------------------ | ------------------ | -------------------- | -------------------- | -------------------- | ------------- | ------------- | ------------- | ------ | ------ | ------ |
| 2018–19                 | «Ювентус U23»           | C                       | 25        | 1         | КІ-C               | 2                  | 0                  | -                    | -                    | -                    | -             | -             | -             | 27     | 1      |        |
| 2019–20                 | «Ювентус U23»           | C                       | 19+1      | 0         | КІ-C               | 8                  | 0                  | -                    | -                    | -                    | -             | -             | -             | 28     | 0      |        |
| 2020–21                 | «Ювентус U23»           | C                       | 18+2      | 1         | -                  | -                  | -                  | -                    | -                    | -                    | -             | -             | -             | 20     | 1      |        |
| Усього за «Ювентус U23» | Усього за «Ювентус U23» | Усього за «Ювентус U23» | 62+3      | 2         |                    | 10                 | 0                  |                      | -                    | -                    |               | -             | -             | 75     | 2      |        |
| 2020–21                 | «Ювентус»               | A                       | 4         | 0         | КІ                 | 1                  | 0                  | ЛЧ                   | 0                    | 0                    | СІ            | 0             | 0             | 5      | 0      |        |
| 2021–22                 | «Віченца»               | B                       | 15        | 1         | КІ                 | 1                  | 0                  | -                    | -                    | -                    | -             | -             | -             | 16     | 1      |        |
| січ.-черв. 2022         | «Козенца»               | B                       | 13+1      | 0         | КІ                 | -                  | -                  | -                    | -                    | -                    | -             | -             | -             | 14     | 0      |        |
| 2022–23                 | «Кальярі»               | B                       | 0         | 0         | КІ                 | 1                  | 0                  | -                    | -                    | -                    | -             | -             | -             | 1      | 0      |        |
| Усього за кар'єру       | Усього за кар'єру       | Усього за кар'єру       | 94+4      | 3         |                    | 13                 | 0                  |                      | 0                    | 0                    |               | 0             | 0             | 111    | 3      |        |